# Papisa Juana

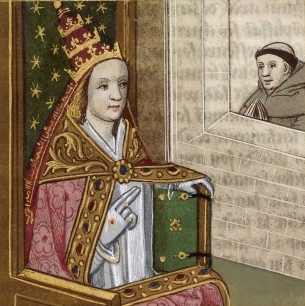
Representación del de la papisa Juana en la Biblioteca Nacional de Francia quien, según la leyenda, ascendió al papado como Juan VIII.

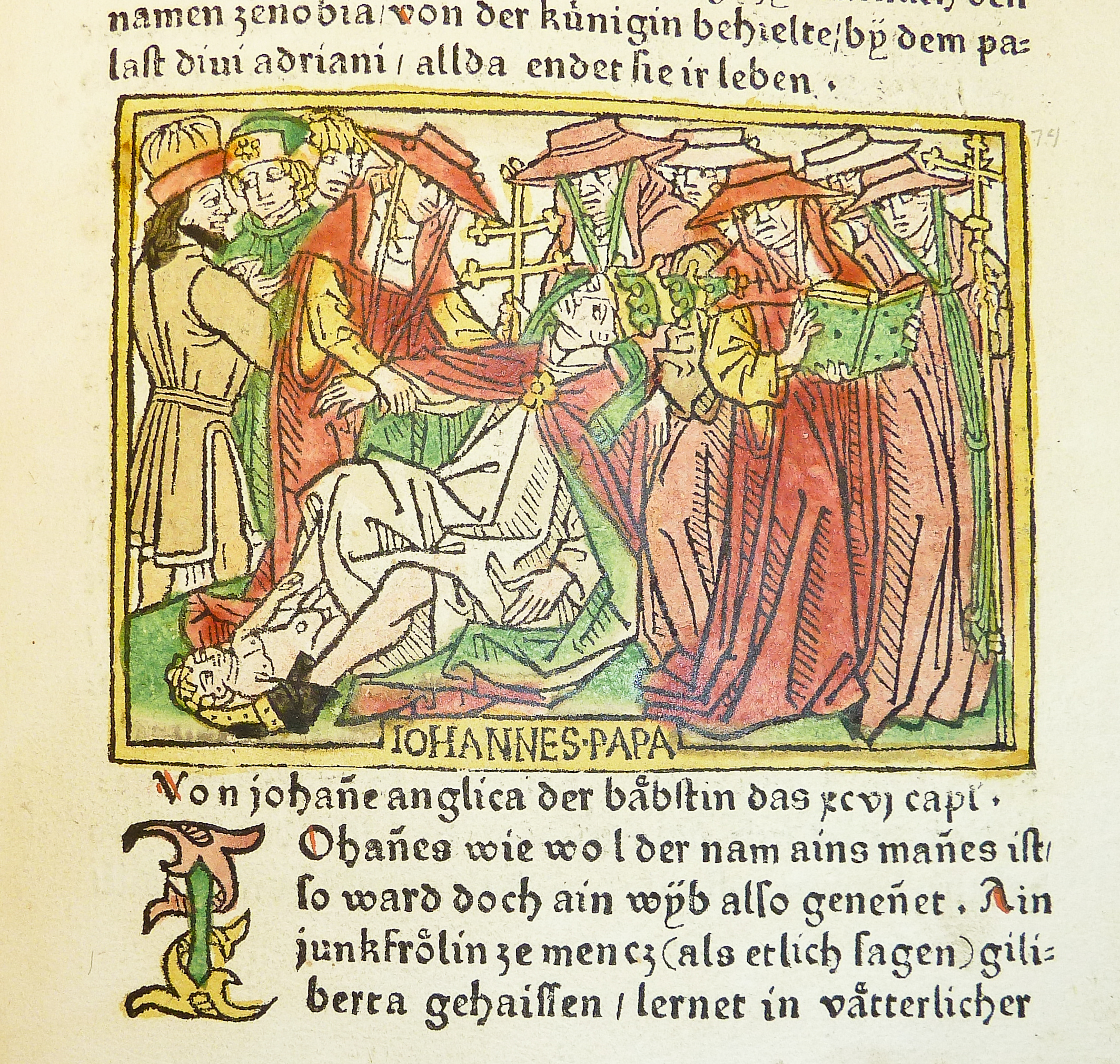
Representación medieval de la muerte de la papisa Juana.

La leyenda de la papisa Juana trata de una mujer que habría ejercido el papado católico ocultando su verdadero sexo. Aunque fue creída durante un tiempo, los historiadores modernos están de acuerdo con que la historia es simple ficción.
El pontificado de la papisa se suele situar entre 855 y 857, es decir, el que según la lista oficial de papas, correspondió a Benedicto III, en el momento de la usurpación de Anastasio el Bibliotecario: unas versiones afirman que el propio Benedicto III fue la mujer disfrazada, otras dicen que el periodo fue entre 872 y 882, es decir, el del papa Juan VIII.

## La leyenda de la Papisa

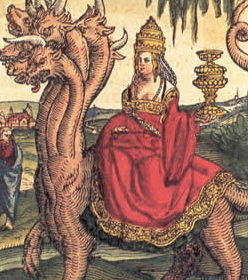
La papisa Juana en las cartas del tarot, representada como la ramera de Babilonia.

En síntesis, los relatos sobre la papisa sostienen que Juana, nacida en el 822 en Ingelheim am Rhein, cerca de Maguncia, era hija de un monje. Según algunos cronistas tardíos, su padre, Gerberto, formaba parte de los predicadores llegados del país de los anglos para difundir el Evangelio entre los sajones. La pequeña Juana creció inmersa en ese ambiente de religiosidad y erudición, y con el apoyo de su madre y a escondidas de su padre, tuvo la oportunidad de poder estudiar, lo cual estaba vedado a las mujeres de la época. Juana pudo aprender griego, lo cual le permitía leer la Biblia, que por aquella época estaba traducida a muy pocos idiomas.
Puesto que solo la carrera eclesiástica permitía continuar unos estudios sólidos, Juana entró en la religión como monje copista, bajo el nombre masculino de Johannes Anglicus (Juan el Inglés), según Martín el Polaco.
En su nueva situación, Juana pudo viajar con frecuencia de monasterio en monasterio y relacionarse con grandes personajes de la época. En primer lugar, visitó Constantinopla, en donde conoció a la anciana emperatriz Teodora. Pasó también por Atenas para obtener algunas precisiones sobre la medicina del rabino Isaac Israeli. De regreso en Germania, se trasladó al Regnum Francorum (reino de los francos), a la corte del rey Carlos el Calvo.
Juana se fue a Roma en 848, y allí obtuvo un puesto docente. Siempre disimulando hábilmente su identidad, fue bien recibida en los círculos eclesiásticos, en particular en la Curia. A causa de su reputación de erudita, fue presentada al papa León IV y enseguida se convirtió en su secretaria para los asuntos internacionales. En julio de 855, tras la muerte del papa, Juana se hizo elegir su sucesora con el nombre de Benedicto III o Juan VIII. Dos años después, la papisa, que disimulaba un embarazo fruto de su unión carnal con el embajador Lamberto de Sajonia, comenzó a sufrir las contracciones del parto en medio de una procesión y dio a luz en público. Según Jean de Mailly, Juana fue lapidada por el gentío enfurecido. Según Martín el Polaco, fue asesinada.
Siempre según la leyenda, la suplantación de Juana obligó a la Iglesia a proceder a una verificación ritual de la virilidad de los papas electos. Un eclesiástico estaba encargado de examinar manualmente los atributos sexuales del nuevo pontífice a través de una silla perforada. Acabada la inspección, si todo era correcto, debía exclamar: «Duos habet et bene pendentes» (‘tiene dos y cuelgan bien’). Además, las procesiones, para alejar los recuerdos ignominiosos, evitaron en lo sucesivo pasar por la iglesia de San Clemente, lugar del parto, en el trayecto del Vaticano a Letrán.

### Dos versiones
- La versión de Martín de Opava es la siguiente:

Juan el Inglés nació en Maguncia, fue papa durante dos años, siete meses y cuatro días y murió en Roma, después de lo cual el papado estuvo vacante durante un mes. Se ha afirmado que este Juan era una mujer, que en su juventud, disfrazada de hombre, fue conducida por un amante a Atenas. Allí se hizo erudita en diversas ramas del conocimiento, hasta que nadie pudo superarla, y después, en Roma, profundizó en las siete artes liberales (trivium y quadrivium) y ejerció el magisterio con gran prestigio. La alta opinión que tenían de ella los romanos hizo que la eligieran papa. Ocupando este cargo, se quedó embarazada de su cómplice. A causa de su desconocimiento del tiempo que faltaba para el parto, parió a su hijo mientras participaba en una procesión desde la basílica de San Pedro a Letrán, en una calleja estrecha entre el Coliseo y la iglesia de San Clemente. Después de su muerte, se dijo que había sido enterrada en ese lugar. El Santo Padre siempre evita esa calle, y se cree que ello es debido al aborrecimiento que le causa este hecho. No está incluido este papa en la lista de los sagrados pontífices, por su sexo femenino y por lo irreverente del asunto.
Martín de Opava, Chronicon Pontificum et Imperatum.

- Jean de Mailly, por su parte, dice:

Se trata de cierto papa o mejor dicho papisa que no figura en la lista de papas u obispos de Roma, porque era una mujer que se disfrazó como un hombre y se convirtió, por su carácter y sus talentos, en secretario de la curia, después en cardenal y finalmente en papa. Un día, mientras montaba a caballo, dio a luz a un niño. Inmediatamente, por la justicia de Roma, fue encadenada por el pie a la cola de un caballo, arrastrada y lapidada por el pueblo durante media legua. En donde murió fue enterrada, y en el lugar se escribió: Petre, Pater Patrum, Papisse Prodito Partum (Pedro, padre de padres, propició el parto de la papisa). También se estableció un ayuno de cuatro días llamado «ayuno de la papisa».
Jean de Mailly, Chronica Universalis Mettensis.

## Historia de la leyenda
La opinión más extendida es que se trata de una leyenda que, sin embargo, fue dada por cierta por la propia Iglesia hasta el siglo XVI. Las sillas perforadas exhibidas en su apoyo no son al parecer otra cosa que las «sillas curiales», que simbolizaban el carácter colegial de la Curia romana.
Ninguna crónica contemporánea a los hechos narrados acredita la historia, y la lista de papas no deja ningún resquicio en que se pueda insertar el pontificado de Juana. En efecto, entre la muerte de León IV, el 17 de julio de 855, y la elección de Benedicto III, entre los cuales sitúa Martín el Polaco a la papisa, transcurrió muy poco tiempo, incluso teniendo en cuenta que el segundo no fue coronado hasta el 29 de septiembre del mismo año a causa del antipapado de Anastasio. Estos datos son confirmados por pruebas sólidas, como monedas y documentos oficiales de la época. La crónica de Jean de Mailly sugiere, por su parte, un emplazamiento del papado de Juana un poco anterior a 1100. Sin embargo, sólo transcurren unos meses entre la muerte de Víctor III (16 de septiembre de 1087) y la elección de Urbano II (12 de marzo de 1088), y sólo algunos días entre la muerte de este último (29 de julio de 1099) y la elección de Pascual II (13 de agosto de 1099).
Las explicaciones de la leyenda son diversas. El mito fue tal vez ideado a partir del sobrenombre de «papisa Juana» que recibió en vida el papa Juan VIII por lo que sus opositores consideraron debilidad frente a la Iglesia de Constantinopla, o quizá por el mismo sobrenombre aplicado a Marozia, autoritaria madre de Juan XI, quien dominaba la iglesia como si fuera un Papa e influía en la política. Por otra parte, el mito también remite a las inversiones rituales de valores propias de los carnavales.
Otro punto de partida de la leyenda puede ser la prohibición del Levítico (21, 20) de que esté «al servicio del Altar» un hombre «con los testículos aplastados», es decir, un eunuco. La idea de que la prohibición conlleva verificar que solo hombres «enteros» accedan al trono papal, estuvo probablemente en el origen de la inspección ceremonial y del testiculum habet et bene pendebant, un tema sugestivo para una disputatio de quodlibet estudiantil en la escolástica de la Edad Media.
La leyenda se ha desarrollado a lo largo de la Edad Media. La primera mención conocida se encuentra en la crónica de Jean de Mailly, dominico del convento de Metz, redactada hacia 1255. La leyenda se propagó muy rápidamente y sobre una gran extensión geográfica, lo que puede hacer suponer que existía con anterioridad y que el dominico se limitó a consignarla por escrito. Hacia 1260, la anécdota reaparece en el Tratado de las diversas materias de la predicación, de Esteban de Borbón, también dominico y de la misma provincia eclesiástica que Mailly. Pero es sobre todo el relato hecho por Martín el Polaco en su Crónica de los pontífices romanos y de los emperadores, hacia 1280, el que le asegura el éxito.
La acogida que hacen los medios eclesiásticos de la anécdota, que en un principio fue aceptada como cierta, se ha explicado después por el interés del caso jurídico y por una voluntad de imponer una interpretación oficial del supuesto acontecimiento.
En efecto, la leyenda es rápidamente revivida con fines polémicos. El franciscano Guillermo de Ockham denuncia una intervención diabólica en la persona de Juan, que prefigura la de Juan XXII, adversario de los espirituales (disidentes franciscanos).
Durante el Gran Cisma de Occidente, la historia de Juana prueba, para las dos facciones, la necesidad legal de una posibilidad de destitución papal. También fue recogida por el polemista Jan Hus y después por los luteranos, que veían en Juana la encarnación de la «prostituta de Babilonia» descrita en el Apocalipsis:

También me dijo: «Las aguas que has visto, donde se sienta la ramera, son pueblos, muchedumbres, naciones y lenguas. / Y los diez cuernos que viste, y la bestia, aborrecerán a la ramera, la dejarán desolada y desnuda, devorarán sus carnes y la quemarán con fuego. / Dios ha puesto en sus corazones el ejecutar lo que él quiso: ponerse de acuerdo y dar su reino a la bestia hasta que se hayan cumplido las palabras de Dios. / Y la mujer que has visto es la gran ciudad que reina sobre los reyes de la tierra».
Apocalipsis de San Juan.

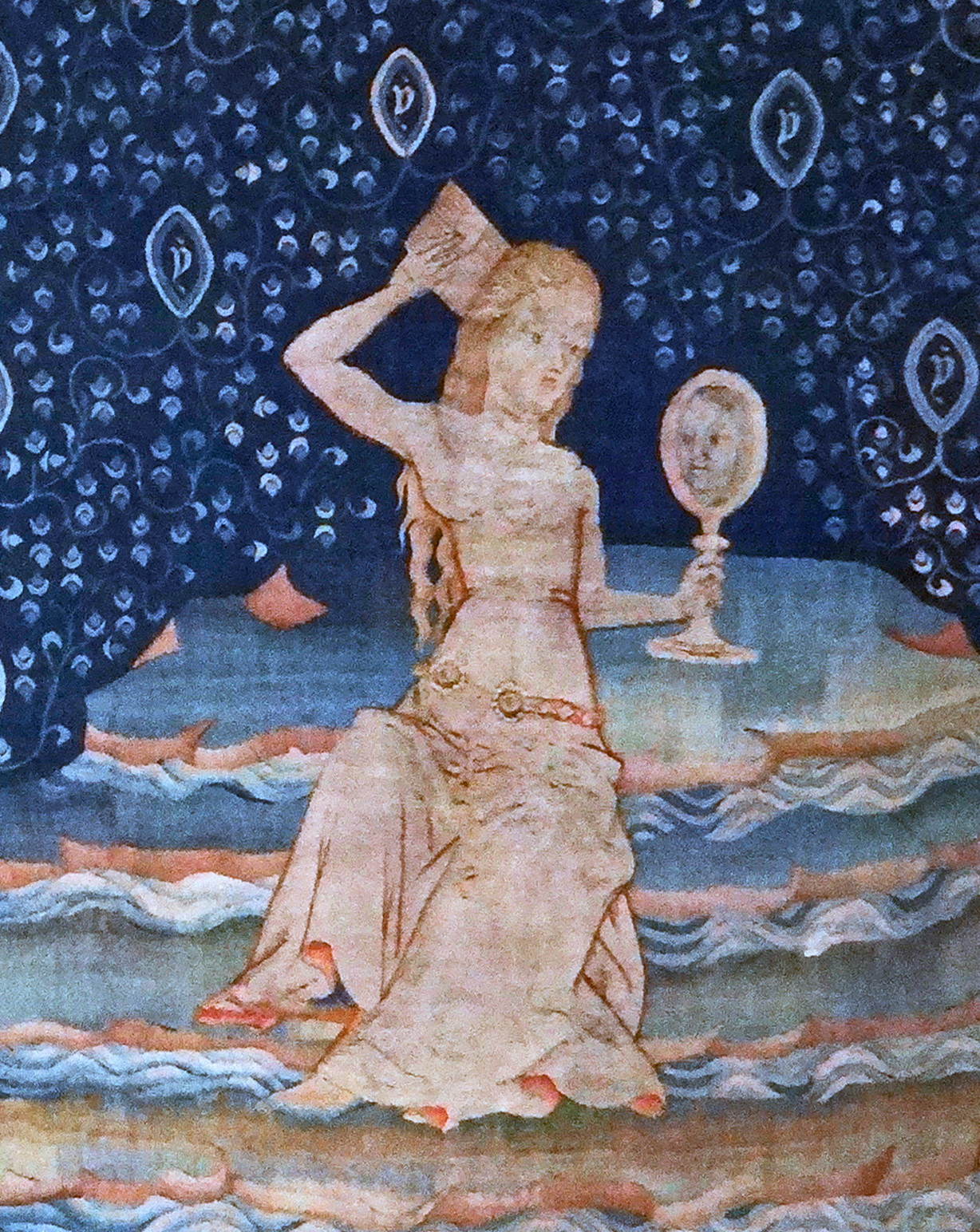
La prostituta de Babilonia según el Tapiz del Apocalipsis de Angers.

Giovanni Boccaccio escribió sobre la Papisa Juana en 1362 en su libro de biografías de mujeres De Mulieribus Claris.

## Respuestas a la leyenda
Todos estos ataques llevaron al erudito Onofrio Panvinio, monje agustino, a redactar en 1562 la primera refutación seria de la leyenda, en su Vitæ Pontificum (‘vida de los papas’). En el siglo XVII, los luteranos se unieron a sus argumentos.
En 1886, el griego Emmanuel Royidis publicó La papisa Juana, que vino a relanzar el mito. Antes, Petrarca se había visto atraído por la leyenda. En el siglo XX se interesaron por ella otros escritores, como Lawrence Durrell, Renée Dunan o Alfred Jarry.
Las pruebas principales del carácter enteramente mítico de la papisa son:
- Ninguna fuente histórica contemporánea entre las historias de los papas tiene conocimiento de ella; tampoco se hace mención de ella hasta la mitad del siglo XIII. Resulta increíble que la aparición de una papisa, si hubiera sido un hecho histórico, no hubiera sido notada por ninguno de los numerosos historiadores de entre los siglos X y XIII.
- En la historia de los papas no hay lugar en donde encaje esta figura legendaria. Entre León IV y Benedicto III, donde Martinus Polonus la coloca, no es posible insertarla porque León IV falleció el 17 de julio del año 855 e inmediatamente después de su muerte Benedicto III fue elegido por el clero y por el pueblo de Roma; solo que a causa del advenimiento de un antipapa, en la persona del cardenal depuesto Anastasio, Benedicto III, no fue consagrado hasta el 29 de septiembre. Existen monedas con las imágenes de Benedicto III y del emperador Lotario I, quien murió el 28 de septiembre del año 855; por lo tanto, Benedicto III debió haber sido reconocido como Papa antes de esta fecha; el 7 de octubre del año 855, Benedicto III mandó una carta para el monasterio de Corbie. Hinemar, arzobispo de Reims, informó a Nicolás I de que un mensajero que había enviado a León IV se enteró de la muerte de este Papa y por lo tanto dirigió su petición a Benedicto III, quien la resolvió (Hinemar, ep. xl in P.L., CXXXVI, 85). Todos esos testigos prueban que las fechas dadas en las vidas de León IV y Benedicto III eran correctas y que no hubo interrupción de la línea de sucesión entre estos dos papas, de modo que en este lugar no hay espacio para la supuesta papisa.
- Más adelante es aún menos probable que una papisa pudiera insertarse en la lista de papas cercanos al año 1100, entre Víctor III (1087) y Urbano II (1088-1099) o Pascual II (1099-1110) como se sugiere en la crónica de Jean de Mailly.

## En la cultura popular
- En 1972 se estrenó la película La Papisa Juana, con Liv Ullmann en el papel de Juana.[4]
- En 1982 se estrenó la obra teatral Top Girls, de la dramaturga británica Caryl Churchill, en la que uno de los personajes protagónicos es la papisa Juana.
- En octubre de 2009 se estrenó la película La Papisa, basada en la novela homónima.[5] Die Päpstin es una película histórica de producción alemana, británica, italiana y española, dirigida por el director alemán Sönke Wortmann en 2009. El drama se basa en la novela homónima de la escritora estadounidense Donna Woolfolk Cross (1947-) y relata la leyenda surgida en la Edad Media sobre la figura de la papisa Juana, una mujer que, en el siglo nueve, supuestamente llegó a ser papa haciéndose pasar por hombre.
- En el videojuego de rol japonés Persona 5, el personaje Makoto Nijiima tiene como persona Johanna, una clara referencia a la papisa Juana; esta es representada como una motocicleta.
- En el videojuego de rol japonés Fate/Grand Order, La Papisa Juana fue Introducida como el personaje Promocional del evento de San Valentín